# 特威德河畔贝里克
特韋德河畔伯立克（英語：Berwick-upon-Tweed）是英國英格蘭東北部諾森伯蘭郡的鎮，位在特韋德河河口東岸。英格蘭最北的市鎮，位在蘇格蘭和英格蘭的邊界以南4公里，歷史上因蘇格蘭和英格蘭之間的戰爭而易主多次，曾經是蘇格蘭伯立克郡的郡治所在地。伯立克遊騎兵（英語：Berwick Rangers F.C.）目前也屬於蘇格蘭足球聯賽系統。